# Anomoses hylecoetes
Famille
Genre
Espèce
Anomoses hylecoetes est une espèce de lépidoptères de la super-famille des Hepialoidea. C'est la seule espèce du genre Anomoses, et de la famille des Anomosetidae.